# Folke Algotssons brudrov
Folke Algotssons brudrov (klassifikation: SMB 60, TSB C 15) är en historisk balladtyp som finns upptecknad i Sveriges Medeltida Ballader i två svenska varianter,  från 1500-talet och början av 1600-talet. Båda saknar melodier.

## Handling
En ungersven ("falken Albrectson" eller "Harckwall") uppsöker sin käresta, som har förlovats med en annan man. 
Hon tar av sig sitt guld och döljer sitt änne, men han känner igen henne på hennes ögon. Han för henne till Norge.

## Paralleller på andra språk
Balladtypen finns också på danska som Magnus Algotsøn (DgF 181), och på norska som Falkvor Lommansson.

## Historisk bakgrund
De olika nordiska varianterna anses tydligt gå tillbaka på en verklig historisk händelse. År 1288 förde Folke Algotsson bort Ingrid Svantepolksdotter, och rymde till det norska hovet i Bergen med henne. Visan skildrar brudrovet romantiskt, men i verkligheten handlade det nog främst om maktpolitik.
Att de olika upptecknade varianterna så tydligt har samma historiska ursprung, men också har hunnit utveckla tydliga skillnader, är ett mycket starkt stöd för att åtminstone denna ballad har ett äkta medeltida ursprung.

## Besläktade balladtyper
Även balladen Sven Grotheson (SMB 61) anses mer eller mindre gå tillbaka på Folke Algotssons brudrov.
Varianter av namnet Folke Algotsson eller Folke Lagmansson (Folkes far var lagman över Västergötland) förekommer i flera ballader med ingen eller nästan ingen likhet i övrigt med de historiska händelserna, som i varianter av Folke Lagmansson och drottning Hillevi (SMB 118) och Falcken avrättas (SMB 119).